# Lefka Ori (Schiff, 1987)
Die Lefka Ori ist ein 1987 als Varuna in Dienst gestelltes Fährschiff der griechischen Reederei ANEK Lines unter Bereederung von Superfast Ferries. Sie wird auf der Strecke von Venedig nach Igoumenitsa und Patras eingesetzt.

## Geschichte
Die Varuna entstand unter der Baunummer 899 auf der Werft von Mitsubishi Heavy Industries in Shimonoseki und lief am 31. März 1987 vom Stapel. Die Ablieferung an die japanische Higashi Nihon Ferry Company & Eiyu Shoji Y.K. erfolgte am 20. Juli 1987. Noch im selben Monat nahm sie den Fährdienst zwischen Ōarai und Muroran auf. 1989 erfolgte eine Umverlegung auf die Strecke von Sendai nach Tomakomai. Das Schwesterschiff der Varuna war die 1989 in Dienst gestellte Victory.
Nach elf Jahren im Dienst in Japan ging das Schiff im September 1998 als Superferry Hellas an die griechische Strintzis Line, für die es nach Umbauarbeiten ab Januar 1999 auf der Strecke zwischen Patras, Igoumenitsa und Korfu nach Venedig bzw. Ancona im Einsatz stand. Im Jahr 2000 ging die Fähre als Blue Horizon an die neugegründete Tochtergesellschaft Blue Star Ferries und verkehrte auf derselben Strecke. Vor allem in den Wintermonaten wurde sie zwischen Piräus und Heraklion eingesetzt.
Ab Oktober 2003 lief die Blue Horizon den Hafen von Bari anstelle von Korfu, Venedig und Ancona an. Im Januar 2004 wechselte sie in den Dienst von Piräus nach Chania. Am 20. März 2004 brach an Bord des Schiffes ein Feuer aus, die Passagiere mussten evakuiert werden. Der Schaden fiel jedoch gering aus. So konnte die Blue Horizon noch im selben Monat wieder den Dienst aufnehmen und stand fortan wieder auf der Strecke von Patras über Igoumenitsa nach Bari.
In den folgenden Jahren wechselte das Schiff noch mehrfach die Einsatzstrecke. Von April 2011 bis Januar 2013 lag die Fähre als Auflieger zuerst in Drapetsona und anschließend im Hafen von Ermoupoli, ehe sie am 18. Februar 2013 wieder den Dienst nach Bari aufnahm.
Am 24. August 2020 starb ein Besatzungsmitglied der zu diesem Zeitpunkt ohne Passagiere im Hafen von Iraklio liegenden Blue Horizon bei routinemäßigen Arbeiten im Maschinenraum an den Folgen von schweren Verbrennungen. Als Ursache hierfür wurde ein Gasleck oder eine Explosion im Maschinenraum genannt. Drei weitere Besatzungsmitglieder mussten mit Verbrennungen in ein Krankenhaus gebracht werden. Die Blue Horizon konnte bereits am folgenden Tag wieder den Fährbetrieb aufnehmen.
Am 5. September 2023 geschah ein Todessturz eines Passagiers. Auf einem im Internet verbreiteten Video war zu sehen, wie Antonis Kargiotis (36), der eine Fahrkarte besaß, auf die Laderampe der Fähre rannte, die sich noch am Kai befand, während das Schiff bereits die Leinen gelöst hatte und am Ablegen war. Dabei wurde er von zwei Besatzungsmitgliedern gestoppt. Einer von ihnen stieß ihn schließlich zurück, so dass er von der Rampe ins trübe Meerwasser fiel und ertrank. Unklar ist, ob er sich beim Sturz verletzte. Das Wasser hinter den Schiffsschrauben strömte stark und wirbelnd. Das Schiff fuhr zunächst weiter und kehrte erst auf Anweisung eines von der Küstenwache alarmierten Staatsanwaltes um. Gegen vier der Besatzungsmitglieder, darunter der Kapitän und der erste Offizier, wurde Anklage wegen Totschlag erhoben.
Infolgedessen trat am 7. September Spyros Paschalis als CEO der Attica Group, Eigentümer von Blue Star Ferries, zurück.
Nach Kritik an einer Aussage bezüglich des Vorfalls trat außerdem am 11. September der Minister für Schifffahrt und Inselpolitik, Miltiadis Varvitsiotis, zurück.
Nachdem das Schiff ab September 2023 zunächst nicht mehr eingesetzt worden war, wurde es im Dezember 2023 an die Reederei ANEK übergeben und erhielt deren Farbgebung sowie den Namen Lefka Ori. Im Frühjahr 2024 übernahm die Reederei SUPERFAST, die mit ANEK eine Kooperation unterhält, die Lefka Ori. Mit einem nochmals neuen Anstrich in den Farben von SUPERFAST verkehrt die Fähre zwischen Patras und Ancona beziehungsweise Venedig. 